# Tréveneuc
Tréveneuc (bret. Treveneg) – miejscowość i gmina we Francji, w regionie Bretania, w departamencie Côtes-d’Armor.
Według danych na rok 1990 gminę zamieszkiwało 607 osób, a gęstość zaludnienia wynosiła 91 osób/km² (wśród 1269 gmin Bretanii Tréveneuc plasuje się na 775. miejscu pod względem liczby ludności, natomiast pod względem powierzchni na miejscu 960.).